# Hakeem Jeffries
Hakeem Sekou Jeffries (ur. 4 sierpnia 1970 w Nowym Jorku) – amerykański polityk, prawnik, działacz Partii Demokratycznej, od 2013 roku członek Izby Reprezentantów Stanów Zjednoczonych z 8. okręgu wyborczego stanu Nowy Jork, lider mniejszości Izby Reprezentantów od 2023 roku.

## Życiorys

### Młodość i edukacja
Urodził się 4 sierpnia 1970 w Brooklynie jako syn pracowniczki socjalnej Lanedy Jeffries i instruktora terapii uzależnień Marlanda Jeffriesa. W 1988 roku ukończył Midwood High School. W 1992 zdobył bakalaureat na Uniwersytecie w Binghamton. W 1994 roku uzyskał tytuł Master of Public Policy na Uniwersytecie Georgetown. 3 lata później, w 1997 roku zdobył stopień Juris Doctor na Uniwersytecie Nowojorskim.
Pełnił funkcję asystenta sędziego Sądu Dystryktowego Stanów dla Południowego Dystryktu Nowego Jorku Harolda Baera Jr.

### Kariera polityczna
W 2000 roku kandydował do Zgromadzenia Stanu Nowy Jork, jednak przegrał w prawyborach Partii Demokratycznej z urzędującym członkiem Zgromadzenia, Rogerem Greenem. W 2002 roku ponownie wystartował w prawyborach i ponownie przegrał w nich z Rogerem Greenem. W 2006 roku, po przejściu Greena na emeryturę, Jeffries zwyciężył zarówno w prawyborach, jak i wyborach powszechnych. Uzyskał reelekcję w 2008 i 2010 roku.
W 2012 roku wystartował w wyborach do Izby Reprezentantów Stanów Zjednoczonych. Zwyciężył zarówno w prawyborach Partii Demokratycznej, jak i wyborach. 3 stycznia 2013 został zaprzysiężony. Uzyskał reelekcję w 2014, 2016, 2018, 2020, 2022 i 2024 roku. W 2022 r. Partia Demokratyczna wybrała go przez aklamację swoim liderem w Izbie Reprezentantów jako pierwszego Afroamerykanina na tym stanowisku. 3 stycznia 2023 został liderem mniejszości Izby Reprezentantów, utrzymał tę rolę po wyborach w 2024 roku.

## Życie prywatne
Należy do kościoła baptystów.

## Odznaczenia
- Order „Za zasługi” I klasy (Ukraina, 2024)[15]